# 阿斯管巢蛛
阿斯管巢蛛（学名：Clubiona asrevida），又名雪山袋蛛，为管巢蛛科管巢蛛属的动物。分布于台湾岛等地。该物种的模式产地在台湾。